# Jacob Petrus Torrano
Jacob Petrus Torrano (Manresa, Bages, 8 d'agost de 1976) és un geògraf, climatòleg i divulgador científic català.

## Biografia
Nascut a la ciutat de Manresa el 1976, es va llicenciar en Geografia per la Universitat de Barcelona amb especialització en Climatologia. Va ser cap d'informació meteorològica en Telemadrid durant 9 anys per a passar després a pertànyer a l'equip de El tiempo de RTVE. En l'actualitat, des de maig de 2014, és presentador d'Aquí la Tierra, magazín divulgatiu que tracta la influència de la climatologia i la meteorologia tant a nivell personal com global. A més, ha estat col·laborador en les revistes GEO i Muy Interesante i al diari Público.

## Obres
- Aquí la Tierra: ¿cómo nos afecta el clima? (2015)

## Premis i distincions
- Premi Imagen de la Sociedad Geográfica Española 2016.[5]